# Ernährungspsychologie
Die Ernährungspsychologie ist ein wissenschaftliches Fachgebiet, das Ernährungswissenschaft und Psychologie verbindet. Es ist in den 1970er Jahren entstanden. Ein Vertreter in Deutschland war der Ernährungswissenschaftler Volker Pudel. Im Mittelpunkt der Forschung stehen die biologischen und psychischen Mechanismen, die Hunger, Durst und Appetit auslösen und das Essverhalten von Menschen beeinflussen. Einige Ernährungspsychologen legen den Schwerpunkt auf die Erforschung von Genuss und Ekel.
Nach Pudel soll die Ernährungspsychologie zum Verständnis menschlichen Essverhaltens und gesundheitsschädlicher Varianten beitragen, die Wirkungen von Lebensmittelinhaltsstoffen auf die Psyche erforschen, aber auch Modelle entwickeln, die das Ernährungsverhalten der Bevölkerung im Sinne von „gesunder Ernährung“ beeinflussen. 

## Forschung

### Essverhalten
Essverhalten ist ein biopsychosozialer Prozess mit verschiedenen spezifischen Verhaltensweisen in Bezug zur Aufnahme von Nahrungsmitteln. Diese Verhaltensweisen haben motorische, emotionale und kognitive Facetten.
Wichtige Aspekte des Essverhaltens sind Nahrungswahl, Aversion von Nahrungsmitteln oder Geschmäckern, Vegetarismus und Veganismus sowie restriktives Essverhalten.
Die Ernährungspsychologie baut auf die Erkenntnisse der Biologie zu den Grundbedürfnissen des Körpers und der Entstehung von Hunger und Durst sowie dem Effekt der Sättigung auf. Es wird jedoch davon ausgegangen, dass das Essverhalten nicht nur von diesen so genannten Primärbedürfnissen gesteuert wird, sondern ebenso von sekundären Bedürfnissen. Erforscht werden auch die Geschmacksvorlieben, wobei die Bevorzugung von Süßem bereits bei Neugeborenen als Instinkt vorhanden ist; Bitteres und Saueres werden zunächst abgelehnt. Im Laufe der Sozialisation wird der individuelle Geschmack jedoch beeinflusst, verändert und geprägt, wobei der jeweilige Kulturkreis eine wichtige Rolle spielt.
Volker Pudel hat zur Erklärung des Essverhaltens ein Drei-Komponenten-Modell entwickelt, wobei sich die Komponenten gegenseitig beeinflussen und nach Lebensalter eine unterschiedliche Rolle spielen. Bei den beeinflussenden Faktoren handelt es sich um innere Signale (Innensteuerung) wie Hunger und Sättigung, um äußere Reize (Außensteuerung) und um rationale oder pseudo-rationale Einstellungen (kognitive Steuerung), die die Auswahl der Lebensmittel und das Essverhalten insgesamt bestimmen. Zu den äußeren Reizen wird auch die Erziehung gerechnet.

### Essstörungen
Zunehmend an Bedeutung gewonnen hat in den letzten Jahren die psychologische Erforschung von Essstörungen wie Anorexia nervosa, Bulimie und Esssucht. So leiden ca. drei bis fünf Prozent der Deutschen Bevölkerung an einer Essstörung.
Sobald das Körpergewicht der betroffenen Person unter 15 % des erwarteten Normalgewichts beträgt und sie trotzdem fürchtet übergewichtig zu sein oder zu werden, wird Anorexia Nervosa diagnostiziert.
Patienten der Bulimie (Bulimia Nervosa) leiden unter plötzlichen Essanfälle, bei denen sie ohne Kontrolle übermäßige Mengen an Nahrung zu sich führen. Anschließend versuchen sie mit unterschiedlichen Methoden (beispielsweise Erbrechen) die Gewichtszunahme zu verhindern.
Ähnlich wie bei der Bulimie, treten bei der Esssucht (Binge-Eating) regelmäßige Essanfälle auf, allerdings behalten die Patienten das zu sich Genommene bei sich. Sie verzichten auf Methoden des Abführens, erleiden jedoch starke Stresssymptome. Diese Formen von Essstörungen treten häufig in Mischformen auf.
Bei gestörtem Essverhalten spielen primäre Motive wie Hunger und Sättigung für die Nahrungsaufnahme eine völlig untergeordnete Rolle. Welche Faktoren dazu führen, dass innere Regelungsmechanismen außer Kraft gesetzt werden, ist in der Forschung umstritten.
Ernährungspsychologen kennen außerdem den Begriff des „gezügelten Essverhaltens“, das gewissermaßen in einer Zwischenzone zwischen „normalem Essverhalten“ und einer Essstörung liegt. Auch bei diesem Essverhalten überwiegt die kognitive Steuerung und somit die rationale Kontrolle. Zu diesem Esstyp zählen sowohl sehr gesundheitsbewusste Esser als auch Menschen, die wiederholt eine Reduktionsdiät machen. Untersuchungen zufolge neigen sie dazu, vor allem bei Stress und schlechter Stimmung mehr zu essen als sonst, so dass sie dann zu „ungezügeltem Essverhalten“ und Anfällen von Heißhunger neigen. Auch bei ihnen spielen äußere Reize und rationale Motive eine größere Rolle als die innere Steuerung. Gezügelte Esser finden sich sowohl unter Normalgewichtigen als auch unter Übergewichtigen. Für viele übergewichtige oder auch schon fettleibige „gezügelte Esser“ kann eine Diät oft erfolglos bleiben, wenn ihre Unterdrückung der Nahrungsaufnahme enthemmt wird und sie diese dann nicht mehr unter Kontrolle haben. Enthemmende Wirkung können stressbehaftete Situationen im Alltag oder in Ausnahmeereignissen haben. Am gravierendsten scheinen jedoch Situationen zu sein, in denen das Selbstwertgefühl leidet oder man an den eigenen Fähigkeiten zweifelt. Das kann zu einer Gewichtszunahme, anstatt der angestrebten Abnahme führen und sich langfristig zu lebensgefährdenden Essstörungen entwickeln.

### Nahrungspräferenzen
Die Geschmackspräferenz für Süßes ist angeboren, ab dem vierten Lebensmonat können Säuglinge Salz schmecken; die Geschmacksrichtungen bitter und sauer werden von Kleinkindern noch abgelehnt. Die meisten Ernährungspsychologen gehen davon aus, dass individuelle Geschmackspräferenzen durch Gewohnheit entstehen und bevorzugt das gegessen wird, was bereits bekannt und vertraut ist. Entscheidend sind demnach die Sozialisation durch die Familie und die Essgewohnheiten des jeweiligen Kulturkreises. Bei sehr eintöniger Kost kann jedoch auch der gegenteilige Effekt durch psychische Übersättigung eintreten. Das Gewohnte wird dann nicht mehr bevorzugt, sondern abgelehnt.
Als wesentliche Motive für die Lebensmittelauswahl gelten in der Ernährungspsychologie:
- Geschmack
- Hunger
- ökonomische Bedingungen (Sonderangebote)
- kulturelle Einflüsse (Landesküche)
- Tradition (zum Beispiel Weihnachtsessen)
- habituelle Bedingungen (Gewohnheit)
- emotionale Wirkung
- soziale Gründe (zum Beispiel Kaffeekränzchen)
- Angebotslage (zum Beispiel in der Kantine)
- Gesundheitsgründe
- Schönheitsideale (Diät)
- Verträglichkeit
- Angst vor Schaden (Meidung von Schadstoffen)

### Essen und Emotionen
Es gibt eine Reihe von wissenschaftlichen Untersuchungen, die einen Einfluss von Emotionen auf die Wahrnehmung von Hungergefühlen und das Essverhalten belegen, wobei Emotionen sowohl hemmend als auch fördernd wirken können. Die Erfahrung, dass die Nahrungsaufnahme mit affektiven Reizen verbunden ist und Gefühle auslöst, entsteht bereits bei Säuglingen, sowohl beim Stillen als auch beim Füttern mit der Flasche. Einige Psychologen gehen daher davon aus, dass sich das Essverhalten von Erwachsenen ohne Berücksichtigung der damit verbundenen Gefühle nicht dauerhaft verändern lässt.
Wesentliche Erkenntnisse und Theorien der Emotionsforschung sind: Beim emotionalen Essen handelt es sich nicht um den biologischen, körperlichen Hunger, sondern um intensive Emotionen wie Angst als auch Ärger und Traurigkeit, die sich auf die Esslust auswirken. Das Essen wird dabei zum Abdämpfen für ein tiefer liegendes Gefühl genutzt. Eine emotionale Essstörung kann sich dabei durch eine kontinuierlich erhöhte Nahrungsaufnahme, das so genannte "Pegelessen", durch eine ständige Verhaltenskontrolle wie Diät, Sport oder andauernde Selbstdisziplinierung, wie bei den "dünnen Dicken", oder durch regelmäßige Essanfälle äußern.
Bei so genannten „gezügelten Essern“ können Emotionen jedoch zu vermehrter Nahrungsaufnahme führen, weil sie die innere Kontrolle vorübergehend außer Kraft setzen. Das zeigte sich bei experimentellen Versuchen. Negative Emotionen reduzieren den Genuss beim Essen, während Freude ihn erhöht, da sie die Aufnahmebereitschaft für äußere Reize steigert. So genannte „Frustesser“ versuchen, ihre Emotionen mit Hilfe von Nahrung zu regulieren, vorzugsweise mit fettreichen oder süßen Nahrungsmitteln. Generell wird in der Fachliteratur ein Zusammenhang zwischen einem fehlgeleiteten Umgang mit negativen Emotionen und Stress und der Entstehung von Essstörungen angenommen. Es gibt dafür den Begriff emotional eating (emotionales Essen).
Emotionen haben aktuellen Erkenntnissen zufolge nicht nur einen Einfluss auf das Essverhalten, sondern umgekehrt beeinflusst das Essverhalten auch die Emotionen. Die dahinter stehenden Mechanismen sind noch nicht vollständig erforscht. Ein Faktor sind Geruchs- und Geschmacksempfindungen, ein anderer Assoziationen, die mit bestimmten Lebensmitteln verknüpft sind und beispielsweise Kindheitserinnerungen wecken. Auch verschiedene Inhaltsstoffe in Nahrungsmitteln werden erforscht, zum Beispiel auf ihre Wirkung auf den Serotoninspiegel im Gehirn. Eine hohe Serotoninkonzentration wirkt stimmungsaufhellend.